# Hungria nos Jogos Olímpicos de Verão de 2008
A Hungria participou dos Jogos Olímpicos de Verão de 2008, em Pequim, na China. O país estreou nos Jogos em 1896 e essa foi sua 24ª participação.

## Medalhas
| Atleta | Esporte                                                                      | Evento                           | Medalha |
| --- | ---------------------------------------------------------------------------- | -------------------------------- | ------- |
| Attila Vajda | Canoagem                                                                     | C-1 1000 m masculino             | Ouro    |
| Natasa Janics Katalin Kovács | Canoagem                                                                     | K-2 500 m feminino               | Ouro    |
| \| Zoltán Szécsi Tamás Varga Norbert Madaras Dénes Varga Tamás Kásás Norbert Hosnyánszky Gergely Kiss \| Tibor Benedek Dániel Varga Péter Biros Gábor Kis Tamás Molnár István Gergely \| | Polo aquático                                                                | Masculino                        | Ouro    |
| László Cseh | Natação                                                                      | 400 m medley masculino           | Prata   |
| László Cseh | Natação                                                                      | 200 m medley masculino           | Prata   |
| László Cseh | Natação                                                                      | 200 m borboleta masculino        | Prata   |
| Natasa Janics Katalin Kovács Danuta Kozák Gabriella Szabó | Canoagem                                                                     | K-4 500 m feminino               | Prata   |
| Zoltán Fodor | Lutas                                                                        | Greco-romana até 84 kg masculino | Prata   |
| Ildikó Mincza-Nébald | Esgrima                                                                      | Espada individual feminino       | Bronze  |
| Tamás Kiss György Kozmann | Canoagem                                                                     | C-2 1000 m masculino             | Bronze  |
| Zoltán Szécsi Tamás Varga Norbert Madaras Dénes Varga Tamás Kásás Norbert Hosnyánszky Gergely Kiss                                                                                       | Tibor Benedek Dániel Varga Péter Biros Gábor Kis Tamás Molnár István Gergely |                                  |         |

## Desempenho

### Atletismo
| Prova                           | Atleta           | Elims.   | Elims. | 1/4 de final | 1/4 de final | Semifinal   | Semifinal   | Final       | Final       |
| Prova                           | Atleta           | Res.     | Pos.   | Res.         | Pos.         | Res.        | Pos.        | Res.        | Pos.        |
| ------------------------------- | ---------------- | -------- | ------ | ------------ | ------------ | ----------- | ----------- | ----------- | ----------- |
| 110 m com barreiras masculino   | Dániel Kiss      | 13.61    | 23     | 13.63        | 21           | Não avançou | Não avançou | Não avançou | Não avançou |
| 50 km marcha atlética masculino | Zoltán Czukor    |          |        |              |              |             |             | 4:20:07     | 46          |
| Arremesso de peso masculino     | Lajos Kürthy     | 18.74    | 34     |              |              |             |             | Não avançou | Não avançou |
| Arremesso de disco masculino    | Róbert Fazekas   | 62.64    | 11     |              |              |             |             | 63.43       | 8           |
| Arremesso de disco masculino    | Zoltán Kovágó    | 60.79    | 21     |              |              |             |             | Não avançou | Não avançou |
| Arremesso de disco masculino    | Gábor Máté       | 62.44    | 13     |              |              |             |             | Não avançou | Não avançou |
| Lançamento de dardo masculino   | Csongor Olteán   | NM       | NM     |              |              |             |             | Não avançou | Não avançou |
| Arremesso de martelo masculino  | Krisztián Pars   | 80.27    | 1      |              |              |             |             | 80.96       | 4º          |
| Decatlo masculino               | Attila Zsivóczky |          |        |              |              |             |             | DNF         | DNF         |
| 400 m feminino                  | Barbara Petráhn  | 53.06    | 35     |              |              | Não avançou | Não avançou | Não avançou | Não avançou |
| 5000 m feminino                 | Krisztina Papp   | 16:08.86 | 27     |              |              |             |             | Não avançou | Não avançou |
| 10000 m feminino                | Anikó Kálovics   |          |        |              |              |             |             | 32:24.83    | 22          |
| 100 m com barreiras feminino    | Edit Vári        | 13.59    | 36     | Não avançou  | Não avançou  | Não avançou | Não avançou | Não avançou | Não avançou |
| Maratona feminina               | Beáta Rakonczai  |          |        |              |              |             |             | DNF         | DNF         |
| Maratona feminina               | Petra Teveli     |          |        |              |              |             |             | 2:48:32     | 65          |
| 20 km marcha atlética feminina  | Edina Füsti      |          |        |              |              |             |             | 1:37:03     | 38          |
| Salto com vara feminino         | Krisztina Molnár | 4.15     | 26     |              |              |             |             | Não avançou | Não avançou |
| Lançamento de dardo feminino    | Nikolett Szabó   | 57.15    | 22     |              |              |             |             | Não avançou | Não avançou |
| Arremesso de martelo feminino   | Éva Orbán        | 65.41    | 34     |              |              |             |             | Não avançou | Não avançou |
| Heptatlo feminino               | Attila Zsivóczky |          |        |              |              |             |             | 5760        | 28          |

### Boxe
| Atleta          | Peso               | 1/16 de final          | 1/8 de final           | 1/4 de final           | Semifinais             | Final                  |
| Atleta          | Peso               | Adversário e resultado | Adversário e resultado | Adversário e resultado | Adversário e resultado | Adversário e resultado |
| --------------- | ------------------ | ---------------------- | ---------------------- | ---------------------- | ---------------------- | ---------------------- |
| Pál Bedák       | Mosca-ligeiro      | KAZ B. Zhakypov D 6-7  | Não avançou            | Não avançou            | Não avançou            | Não avançou            |
| Norbert Kalucza | Mosca              |                        | PUR M. Arroyo D 6-14   | Não avançou            | Não avançou            | Não avançou            |
| Miklós Varga    | Leve               | KAZ M. Akshalov D 3-12 | Não avançou            | Não avançou            | Não avançou            | Não avançou            |
| Gyula Káté      | Meio-médio-ligeiro | IRL J. Joyce D 5-9     | Não avançou            | Não avançou            | Não avançou            | Não avançou            |
| Imre Szello     | Meio-pesado        |                        | VEN L. González V RSCH | GBR T. Jeffries D 2-10 | Não avançou            | Não avançou            |

### Canoagem Velocidade
| Atleta                                                    | Prova                | Elim.    | Elim. | Semifinais | Semifinais | Final       | Final             |
| Atleta                                                    | Prova                | Tempo    | Pos.  | Tempo      | Pos.       | Tempo       | Pos.              |
| --------------------------------------------------------- | -------------------- | -------- | ----- | ---------- | ---------- | ----------- | ----------------- |
| Attila Vajda                                              | C-1 500 m masculino  | 1:49.942 | 4     | 1:51.029   | 1          | 1:50.156    | 9                 |
| Attila Vajda                                              | C-1 1000 m masculino | 3:55.319 | 1     |            |            | 3:50.467    | Medalha de ouro   |
| Mátyás Sáfrán Mihály Sáfrán                               | C-2 500 m masculino  | 1:43.642 | 6     | 1:45.032   | 8          | Não avançou | Não avançou       |
| Tamás Kiss György Kozmann                                 | C-2 1000 m masculino | 3:46.020 | 4     | 3:42.482   | 2          | 3:40.258    | Medalha de bronze |
| Ákos Vereckei                                             | K-1 500 m masculino  | 1:36.099 | 1     | 1:42.155   | 3          | 1:38.318    | 6                 |
| Zoltán Benko                                              | K-1 1000 m masculino | 3:29.542 | 2     | 3:34.473   | 3          | 3:32.120    | 9                 |
| Zoltán Kammerer Gábor Kucsera                             | K-2 500 m masculino  | 1:30.099 | 3     |            |            | 1:30.285    | 4                 |
| Zoltán Kammerer Gábor Kucsera                             | K-2 1000 m masculino | 3:17.636 | 1     |            |            | 3:15.049    | 5                 |
| István Beé Gábor Bozsik Márton Sík Ákos Vereckei          | K-4 1000 m masculino | 2:57.242 | 2     |            |            | 2:59.009    | 5                 |
| Katalin Kovács                                            | K-1 500 m feminino   | 1:49.424 | 1     |            |            | 1:51.139    | 4                 |
| Natasa Janics Katalin Kovács                              | K-2 500 m feminino   | 1:42.162 | 1     |            |            | 1:41.308    | Medalha de ouro   |
| Natasa Janics Katalin Kovács Danuta Kozák Gabriella Szabó | K-4 500 m feminino   | 1:34.321 | 1     |            |            | 1:32.971    | Medalha de prata  |

### Ciclismo BMX
| Atleta          | Prova     | Qual.  | Qual. | 1/4 de final                     | 1/4 de final | 1/4 de final | Semifinais  | Semifinais  | Final       | Final       |
| Atleta          | Prova     | Tempo  | Pos.  | Pos. (Tempo)                     | Total        | Pos.         | Tempo       | Pos.        | Tempo       | Pos.        |
| --------------- | --------- | ------ | ----- | -------------------------------- | ------------ | ------------ | ----------- | ----------- | ----------- | ----------- |
| Vilmos Radasics | Masculino | 38.830 | 31    | 6 (38.725) 8 (39.220) 4 (39.276) | 18           | 6            | Não avançou | Não avançou | Não avançou | Não avançou |
| Anikó Hódi      | Feminino  | 41.772 | 15    | 6 (44.021) 5 (41.867) 7 (40.169) | 18           | 6            | Não avançou | Não avançou | Não avançou | Não avançou |

### Ciclismo Mountain Bike
| Atleta       | Prova     | Tempo    | Pos. |
| ------------ | --------- | -------- | ---- |
| András Parti | Masculino | 2:06.000 | 23   |

### Ciclismo Estrada
| Atleta         | Prova                              | Tempo             | Pos. |
| -------------- | ---------------------------------- | ----------------- | ---- |
| László Bodrogi | Corrida em estrada masculina       | DNF               | DNF  |
| László Bodrogi | Estrada contra o relógio masculino | 1h07m27s (+5:16)  | 26º  |
| Péter Kusztor  | Corrida em estrada masculina       | 6h35m44s (+11:55) | 65º  |

### Esgrima
Individuais
| Gábor Boczkó         | Espada masculino | ITA A. Rota 11 - 10     | VEN S. Fernández 15 - 9    | POL R. Zawrotniak 15 - 12 | FRA F. Jeannet 15 - 12 | ESP J. Abajo 8 - 7 | Não avançou | Não avançou       |             |             |             |
| Géza Imre            | Espada masculino | KOR Kim S. G. 15 - 14   | ITA D. Confalonieri 15 - 9 | Não avançou               | Não avançou            | Não avançou        | Não avançou | Não avançou       | Não avançou | Não avançou |             |
| Krisztián Kulcsár    | Espada masculino | CHN Yin L. 15 - 9       | Não avançou                | Não avançou               | Não avançou            | Não avançou        | Não avançou | Não avançou       | Não avançou |             |             |
| Tamás Decsi          | Sabre masculino  | HUN Á. Szilágyi 15 - 9  | Não avançou                | Não avançou               | Não avançou            | Não avançou        | Não avançou | Não avançou       | Não avançou |             |             |
| Áron Szilágyi        | Sabre masculino  | HUN T. Decsi 15 - 9     | USA K.Smart 15 - 10        | Não avançou               | Não avançou            | Não avançou        | Não avançou | Não avançou       | Não avançou | Não avançou |             |
| Zsolt Nemcsik        | Sabre masculino  | CHN Zhou H. 15 - 13     | Não avançou                | Não avançou               | Não avançou            | Não avançou        | Não avançou | Não avançou       | Não avançou |             |             |
| Ildikó Mincza-Nébald | Espada feminino  | HKG Yeung C. L. 15 - 11 | CAN S. Schalm 15 - 13      | GER I. Duplitzer 15 - 11  | ROU A. Brânza 15 - 14  | CHN Li N. 15 - 11  | Não avançou | Medalha de bronze |             |             |             |
| Emese Szász          | Espada feminino  | ALG H. Bentaleb 15 - 4  | RUS L. Shutova 15 - 12     | Não avançou               | Não avançou            | Não avançou        | Não avançou | Não avançou       | Não avançou | Não avançou |             |
| Gabriella Varga      | Florete feminino | VEN M. González 15 - 2  | KOR Nam H-H. 15 - 4        | Não avançou               | Não avançou            | Não avançou        | Não avançou | Não avançou       | Não avançou | Não avançou |             |
| Aida Mohamed         | Florete feminino | CAN L. Jujie 15 - 7     | RUS E. Lamonova 15 - 5     | Não avançou               | Não avançou            | Não avançou        | Não avançou | Não avançou       | Não avançou | Não avançou |             |
| Edina Knapek         | Florete feminino | CHN Sun C. 15 - 13      | CHN Su W. 15 - 10          | ITA M. V. Vezzali 15 - 3  | Não avançou            | Não avançou        | Não avançou | Não avançou       | Não avançou | Não avançou | Não avançou |
| Orsolya Nagy         | Sabre feminino   | FRA A-L. Touya 15 - 13  | USA R. Ward 15 - 5         | Não avançou               | Não avançou            | Não avançou        | Não avançou | Não avançou       | Não avançou | Não avançou |             |

Equipes
| Gábor Boczkó Géza Imre Krisztián Kulcsár Iván Kovács     | Espada masculino | CHN China D 45-43          | UKR Ucrânia V 41-29 | VEN Venezuela V 40-25 | Não avançou                | Não avançou        | Não avançou | Não avançou | Não avançou | Não avançou |
| Tamás Decsi Áron Szilágyi Zsolt Nemcsik Balázs Lontay    | Sabre masculino  | USA Estados Unidos D 45-44 | CHN China D 45-38   | EGY Egito V 45-25     | Não avançou                | Não avançou        | Não avançou | Não avançou | Não avançou | Não avançou |
| Gabriella Varga Aida Mohamed Edina Knapek Virgine Ujlaky | Florete feminino | GER Alemanha V 35-31       |                     |                       | USA Estados Unidos D 35-33 | ITA Itália D 32-23 | Não avançou |             |             |             |

### Ginástica artística
| Atleta     | Prova     | Aparelho | Aparelho | Aparelho | Aparelho | Aparelho  | Aparelho | Qual.  | Qual. | Final       | Final       |
| Atleta     | Prova     | Salto    | Solo     | Cavalo   | Argolas  | B. Paral. | B. Fixa  | Total  | Pos.  | Total       | Pos.        |
| ---------- | --------- | -------- | -------- | -------- | -------- | --------- | -------- | ------ | ----- | ----------- | ----------- |
| Róbert Gál | Masculino | -        | 13.425   | 13.225   | -        | 12.900    | -        | 39.550 | 82    | Não avançou | Não avançou |

| Atleta         | Prova    | Aparelho | Aparelho | Aparelho  | Aparelho | Qual.  | Qual. | Final       | Final       |
| Atleta         | Prova    | Salto    | Solo     | B. Assim. | Trave    | Total  | Pos.  | Total       | Pos.        |
| -------------- | -------- | -------- | -------- | --------- | -------- | ------ | ----- | ----------- | ----------- |
| Dorina Böczögõ | Feminino | 13.375   | 13.200   | 13.950    | 13.925   | 54.450 | 52    | Não avançou | Não avançou |

### Halterofilismo
Masculino
| Atleta         | Prova  | Arranque | Arranque | Arremessp | Arremessp | Total | Pos. |
| Atleta         | Prova  | Res.     | Pos.     | Res.      | Pos.      | Total | Pos. |
| -------------- | ------ | -------- | -------- | --------- | --------- | ----- | ---- |
| János Baranyai | -77 kg | 0        | -        | 0         | -         | DNF   | -    |

### Handebol
Feminino
| Equipe | Fase de grupos                                                                                          | Fase de grupos | Quartas de final       | Semifinal              | Final                                         | Pos. |
| Equipe | Adversário e resultado                                                                                  | Pos.           | Adversário e resultado | Adversário e resultado | Adversário e resultado                        | Pos. |
| --- | --- | -------------- | ---------------------- | ---------------------- | --------------------------------------------- | ---- |
| Bernadett Ferling Orsolya Vérten Krisztina Pigniczki Orsolya Herr Anita Görbicz Katalin Pálinger Tímea Tóth Piroska Szamoránszky Bernadett Bódi Gabriella Szűcs Rita Borbás Ágnes Hornyák Mónika Kovacsicz Zsuzsanna Tomori | SWE Suécia V 30-24 BRA Brasil E 28-28 GER Alemanha V 25-24 RUS Rússia D 24-33 KOR Coreia do Sul D 22-33 | 3º (Gr. B)     | ROU Romênia V 34-30    | RUS Rússia D 20-22     | Disputa pelo bronze KOR Coreia do Sul D 28-33 | 4º   |

### Judô
| Atleta           | Prova             | Preliminar                      | 1/16 de final                       | 1/8 de final                              | 1/4 de final                       | Semifinais             | Repescagem 1ª fase     | Repescagem 2ª fase               | Repescagem Semifinais                   | Final                  |
| Atleta           | Prova             | Adversário e resultado          | Adversário e resultado              | Adversário e resultado                    | Adversário e resultado             | Adversário e resultado | Adversário e resultado | Adversário e resultado           | Adversário e resultado                  | Adversário e resultado |
| ---------------- | ----------------- | ------------------------------- | ----------------------------------- | ----------------------------------------- | ---------------------------------- | ---------------------- | ---------------------- | -------------------------------- | --------------------------------------- | ---------------------- |
| Miklós Ungvári   | -66 kg masculino  | CHN Wu Ritubilige V 0011 / 0001 | GEO Zaza Kedelashvili V 1000 / 0000 | RUS Alim Gadanov D 0011 / 0002            | Não avançou                        | Não avançou            | Não avançou            | Não avançou                      | Não avançou                             | Não avançou            |
| Dániel Hadfi     | -100 kg masculino |                                 | LBA Mohamed Ben Saleh V 1001 / 0001 | CMR Frank Moussima V 1002 / 0010          | KAZ Askhat Zhitkeyev D 0100 / 1111 | Não avançou            |                        | BIH Amel Mekic V 1001 / 0011     | POL Przemyslaw Matyjaszek D 0010 / 0011 | Não avançou            |
| Barna Bor        | +100 kg masculino |                                 | EGY Islam El Shehaby D 0010 / 0120  | Não avançou                               | Não avançou                        | Não avançou            | Não avançou            | Não avançou                      | Não avançou                             | Não avançou            |
| Éva Csernoviczki | -48 kg feminino   |                                 | BRA Sarah Menezes V 1000 / 0000     | ROU Alina Alexandra Dumitru D 0101 / 0010 | Não avançou                        | Não avançou            |                        | KOR Kim Yong-Ram V 0001 / 0000   | ARG Paula Pareto D 0001 / 0110          | Não avançou            |
| Bernadett Baczkó | -57 kg feminino   |                                 |                                     | AUS Mária Pekli D 0100 / 0101             | Não avançou                        | Não avançou            |                        | TUN Nesria Jelassi V 1011 / 0000 | FRA Barbara Harel D 0110 / 0010         | Não avançou            |
| Anett Mészáros   | -70 kg feminino   |                                 |                                     | RUS Yulia Kuzina V 0010 / 0002            | JPN Masae Ueno D 0200 / 0000       | Não avançou            |                        | CHN Wang Juan V 1010 / 0000      | USA Ronda Rousey D 1010 / 0000          | Não avançou            |

### Lutas
| Atleta             | Prova                          | Qual.                           | 1/8 de final                       | 1/4 de final                       | Semifinais                       | Repescagem 1ª fase       | Repescagem 2ª fase     | Final                                         | Pos.                                          |
| Atleta             | Prova                          | Adversário e resultado          | Adversário e resultado             | Adversário e resultado             | Adversário e resultado           | Adversário e resultado   | Adversário e resultado | Adversário e resultado                        | Pos.                                          |
| ------------------ | ------------------------------ | ------------------------------- | ---------------------------------- | ---------------------------------- | -------------------------------- | ------------------------ | ---------------------- | --------------------------------------------- | --------------------------------------------- |
| István Veréb       | Livre -74 kg masculino         | USA B. Askren D 2-0, 0-4        | Não avançou                        | Não avançou                        | Não avançou                      | Não avançou              | Não avançou            | Não avançou                                   | Não avançou                                   |
| Gergely Kiss       | Livre -96 kg masculino         | MDA N. Ceban V 5-3, 5-0         | UZB K. Kurbanov D 1-1, 0-3, 4-5    | Não avançou                        | Não avançou                      | Não avançou              | Não avançou            | Não avançou                                   | Não avançou                                   |
| Ottó Aubéli        | Livre -120 kg masculino        |                                 | PLW F. Temengil V 4-0, 7-1         | SVK D. Musulbes D 1-2, 0-2         | Não avançou                      | Não avançou              | Não avançou            | Não avançou                                   | Não avançou                                   |
| Marianna Sastin    | Livre -63 kg feminino          |                                 | CAN M. Dugrenier D 0-2, 0-6        | Não avançou                        | Não avançou                      | Não avançou              | Não avançou            | Não avançou                                   | Não avançou                                   |
| Tamás Lorincz      | Greco-romana -66 kg masculino  | ARM A. Adikyan V 2-2, 2-1       | FRA S. Guenot D 2-0, 1-1, 1-1      | Não avançou                        | Não avançou                      | CUB A. Milian D 1-1, 1-1 | Não avançou            | Não avançou                                   | Não avançou                                   |
| Péter Bácsi        | Greco-romana -74 kg masculino  | USA T. Dantzler V 5-1, 2-2, 3-0 | ARM A. Julfalakyan V 3-1, 4-4, 1-1 | RUS V. Samourgachev V 2-2, 4-1     | GEO M. Kvirkelia D 1-2, 5-2, 0-3 |                          |                        | Disp. do bronze FRA C. Guenot D 1-3, 4-0, 2-4 | Disp. do bronze FRA C. Guenot D 1-3, 4-0, 2-4 |
| Zoltán Fodor       | Greco-romana -84 kg masculino  |                                 | CHN Ma S. V 2-0, 2-1               | AZE S. Gadabadze V 1-1, 3-0, 1-1   | TUR N. Avluca V 2-1, 1-1         |                          |                        | ITA A. Minguzzi D 1-1, 1-1, 0-4               | Medalha de prata                              |
| Lajos Virág        | Greco-romana -96 kg masculino  |                                 | USA A. Wheeler D 1-1, 1-1, 1-1     | Não avançou                        | Não avançou                      | Não avançou              | Não avançou            | Não avançou                                   | Não avançou                                   |
| Mihály Deák-Bárdos | Greco-romana -120 kg masculino |                                 | CAN A. Taub V 2-1, 4-1             | FRA Y. Szczepaniak D 1-1, 2-0, 1-1 | Não avançou                      | Não avançou              | Não avançou            | Não avançou                                   | Não avançou                                   |

### Natação
| 50 m livre masculino      | Krisztián Takács                                            | 22.14      | 14 | 21.84       | 9           | Não avançou | Não avançou      | Não avançou | Não avançou | Não avançou | Não avançou |
| 100 m livre masculino     | Balázs Makány                                               | 49.27      | 28 | Não avançou | Não avançou | Não avançou | Não avançou      | Não avançou | Não avançou |             |             |
| 200 m livre masculino     | Norbert Kovács                                              | 1:49.34    | 35 | Não avançou | Não avançou | Não avançou | Não avançou      | Não avançou | Não avançou |             |             |
| 400 m livre masculino     | Balázs Gercsák                                              | 3:54.14    | 32 | Não avançou | Não avançou | Não avançou | Não avançou      | Não avançou | Não avançou |             |             |
| 1500 m livre masculino    | Gergo Kis                                                   | 15:09.67   | 19 | Não avançou | Não avançou | Não avançou | Não avançou      | Não avançou | Não avançou |             |             |
| 100 m costas masculino    | Roland Rudolf                                               | 56.25      | 36 | Não avançou | Não avançou | Não avançou | Não avançou      | Não avançou | Não avançou |             |             |
| 200 m costas masculino    | Roland Rudolf                                               | 1:59.44    | 19 | Não avançou | Não avançou | Não avançou | Não avançou      | Não avançou | Não avançou |             |             |
| 100 m peito masculino     | Richard Bodor                                               | 1:00.97    | 19 | Não avançou | Não avançou | Não avançou | Não avançou      | Não avançou | Não avançou |             |             |
| 100 m peito masculino     | Dániel Gyurta                                               | 1:01.31    | 24 | Não avançou | Não avançou | Não avançou | Não avançou      | Não avançou | Não avançou |             |             |
| 200 m peito masculino     | Dániel Gyurta                                               | 2:08.68 OR | 1  | 2:09.73     | 5           | 2:09.22     | 5                |             |             |             |             |
| 100 m borboleta masculino | Ádám Madarassy                                              | 53.93      | 50 | Não avançou | Não avançou | Não avançou | Não avançou      | Não avançou | Não avançou |             |             |
| 200 m borboleta masculino | László Cseh                                                 | 1:54.48    | 2  | 1:54.35     | 4           | 1:52.70 ER  | Medalha de prata |             |             |             |             |
| 200 m borboleta masculino | Tamás Kerékjártó                                            | 1:57.29    | 22 | Não avançou | Não avançou | Não avançou | Não avançou      | Não avançou | Não avançou |             |             |
| 200 m medley masculino    | László Cseh                                                 | 1:58.29    | 2  | 1:58.19     | 4           | 1:56.52 ER  | Medalha de prata |             |             |             |             |
| 200 m medley masculino    | Tamás Kerékjártó                                            | 2:00.60    | 17 | Não avançou | Não avançou | Não avançou | Não avançou      | Não avançou | Não avançou |             |             |
| 400 m medley masculino    | László Cseh                                                 | 4:09.26    | 2  |             |             | 4:06.16 ER  | Medalha de prata |             |             |             |             |
| 400 m medley masculino    | Gergo Kis                                                   | 4:10.66    | 5  |             |             | 4:12.84     | 6                |             |             |             |             |
| 4x200 m livre masculino   | Gergo Kis Tamás Kerékjártó Dominik Kozma Norbert Kovács     | 7:14.14    | 13 |             |             | Não avançou | Não avançou      |             |             |             |             |
| 10 km masculino           | Csaba Gercsák                                               |            |    |             |             | DNF         | -                |             |             |             |             |
| 50 m livre feminino       | Éva Dobár                                                   | 26.33      | 41 | Não avançou | Não avançou | Não avançou | Não avançou      |             |             |             |             |
| 100 m livre feminino      | Orsolya Tompa                                               | 56.57      | 40 | Não avançou | Não avançou | Não avançou | Não avançou      |             |             |             |             |
| 200 m livre feminino      | Ágnes Mutina                                                | 1:57.25    | 5  | 1:58.15     | 11          | Não avançou | Não avançou      | Não avançou | Não avançou | Não avançou | Não avançou |
| 400 m livre feminino      | Boglárka Kapás                                              | 4:16.22    | 29 | Não avançou | Não avançou | Não avançou | Não avançou      | Não avançou | Não avançou |             |             |
| 800 m livre feminino      | Réka Nagy                                                   | 8:40.38    | 26 | Não avançou | Não avançou | Não avançou | Não avançou      | Não avançou | Não avançou |             |             |
| 100 m costas feminino     | Nikolett Szepesi                                            | 1:01.77    | 24 | Não avançou | Não avançou | Não avançou | Não avançou      | Não avançou | Não avançou |             |             |
| 200 m costas feminino     | Nikolett Szepesi                                            | 2:11.47    | 18 | Não avançou | Não avançou | Não avançou | Não avançou      | Não avançou | Não avançou |             |             |
| 200 m costas feminino     | Evelin Verrasztó                                            | 2:11.02    | 17 | Não avançou | Não avançou | Não avançou | Não avançou      | Não avançou | Não avançou |             |             |
| 100 m peito feminino      | Réka Pecz                                                   | 1:12.17    | 41 | Não avançou | Não avançou | Não avançou | Não avançou      | Não avançou | Não avançou |             |             |
| 200 m peito feminino      | Katalin Bor                                                 | 2:29.95    | 27 | Não avançou | Não avançou | Não avançou | Não avançou      | Não avançou | Não avançou |             |             |
| 100 m borboleta feminino  | Eszter Dara                                                 | 58.39      | 13 | 58.84       | 13          | Não avançou | Não avançou      | Não avançou | Não avançou |             |             |
| 200 m borboleta feminino  | Beatrix Boulsevicz                                          | 2:10.00    | 18 | Não avançou | Não avançou | Não avançou | Não avançou      |             |             |             |             |
| 200 m borboleta feminino  | Emese Kovács                                                | 2:12.73    | 27 | Não avançou | Não avançou | Não avançou | Não avançou      |             |             |             |             |
| 200 m medley feminino     | Evelin Verrasztó                                            | 2:12.52    | 11 | 2:12.18     | 9           | Não avançou | Não avançou      | Não avançou | Não avançou |             |             |
| 200 m medley feminino     | Katinka Hosszú                                              | 2:13.05    | 17 | Não avançou | Não avançou | Não avançou | Não avançou      |             |             |             |             |
| 400 m medley feminino     | Zsuzsanna Jakabos                                           | 4:37.86    | 13 | Não avançou | Não avançou | Não avançou | Não avançou      | Não avançou | Não avançou |             |             |
| 400 m medley feminino     | Katinka Hosszú                                              | 4:37.55    | 12 | Não avançou | Não avançou | Não avançou | Não avançou      | Não avançou | Não avançou |             |             |
| 4x200 m livre feminino    | Ágnes Mutina Evelin Verrasztó Eszter Dara Zsuzsanna Jakabos | 7:55.26    | 7  |             |             | 7:55.53     | 6                |             |             |             |             |

### Pentatlo moderno
| Prova     | Atleta          | Tiro | Esgrima | Natação | Saltos | Corrida | Total Pts. | Pos. |
| --------- | --------------- | ---- | ------- | ------- | ------ | ------- | ---------- | ---- |
| Masculino | Gábor Balogh    | 1084 | 856     | 1276    | 852    | 996     | 5064       | 26   |
| Masculino | Viktor Horváth  | 1180 | 784     | 1300    | 896    | 1112    | 5272       | 19   |
| Feminino  | Leila Gyenesei  | 988  | 712     | 1316    | 1172   | 1072    | 5260       | 24   |
| Feminino  | Zsuzsanna Vörös | 1120 | 760     | 1280    | 1076   | 1064    | 5300       | 20   |

### Polo aquático
Masculino
| Equipe | Fase de Grupos                                                                                     | Fase de Grupos | Quartas-de-final       | Disputa do 5º ao 12º lugares | Semifinal              | Final                      | Pos.            |
| Equipe | Adversário e resultado                                                                             | Pos.           | Adversário e resultado | Adversário e resultado       | Adversário e resultado | Adversário e resultado     | Pos.            |
| --- | -------------------------------------------------------------------------------------------------- | -------------- | ---------------------- | ---------------------------- | ---------------------- | -------------------------- | --------------- |
| Zoltán Szécsi Tamás Varga Norbert Madaras Dénes Varga Tamás Kásás Norbert Hosnyánszky Gergely Kiss Tibor Benedek Dániel Varga Péter Biros Gábor Kis Tamás Molnár István Gergely | MNE Montenegro E 10-10 GRE Grécia V 17-6 ESP Espanha V 8-5 AUS Austrália D 12-13 CAN Canadá V 12-3 | 1º (gr. A)     |                        |                              | MNE Montenegro V 11-9  | USA Estados Unidos V 14-10 | Medalha de ouro |

Feminino
| Equipe | Fase de Grupos                                                 | Fase de Grupos | Quartas-de-final       | Semifinal               | Final                                     | Pos. |
| Equipe | Adversário e resultado                                         | Pos.           | Adversário e resultado | Adversário e resultado  | Adversário e resultado                    | Pos. |
| --- | -------------------------------------------------------------- | -------------- | ---------------------- | ----------------------- | ----------------------------------------- | ---- |
| Patrícia Horváth Anett Györe Krisztina Szremkó Dóra Kisteleki Mercedes Stieber Orsolya Takács Rita Drávucz Krisztina Zantleitner Fruzsina Brávik Anikó Pelle Ágnes Valkai Ágnes Primász Ildikó Zirighné Sós | NED Países Baixos V 11-9 AUS Austrália E 7-7 GRE Grécia V 10-4 | 1º (gr. B)     |                        | NED Países Baixos D 7-8 | Decisão do 3º lugar AUS Austrália D 11-12 | 4º   |

### Remo
| Atleta                      | Prova                      | Elim.   | Elim. | Repescagem | Repescagem | Semifinais C/D | Semifinais C/D | Final C | Final C | Pos. |
| Atleta                      | Prova                      | Tempo   | Pos.  | Tempo      | Pos.       | Tempo          | Pos.           | Tempo   | Pos.    | Pos. |
| --------------------------- | -------------------------- | ------- | ----- | ---------- | ---------- | -------------- | -------------- | ------- | ------- | ---- |
| Zsolt Hirling & Tamás Varga | Skiff duplo leve masculino | 6:19.60 | 3     | 6:50.48    | 4          | 6:28.84        | 1              | 6:23.02 | 2       | 14   |

### Saltos ornamentais
| Nóra Barta   | Trampolim 3 m individual feminino | 276.15 | 18 | 318.15      | 11          | 269.25      | 12          |             |             |             |             |
| Villo Kormos | Trampolim 3 m individual feminino | 247.95 | 24 | Não avançou | Não avançou | Não avançou | Não avançou | Não avançou | Não avançou | Não avançou | Não avançou |

### Tênis
| Atleta                 | Prova            | 1/32 de final                 | 1/16 de final                  | 1/8 de final           | 1/4 de final           | Semifinais             | Final                  | Pos.        |
| Atleta                 | Prova            | Adversário e resultado        | Adversário e resultado         | Adversário e resultado | Adversário e resultado | Adversário e resultado | Adversário e resultado | Pos.        |
| ---------------------- | ---------------- | ----------------------------- | ------------------------------ | ---------------------- | ---------------------- | ---------------------- | ---------------------- | ----------- |
| Ágnes Szávay           | Simples feminino | CHN Zheng Jie D 6-4, 3-6, 5-7 | Não avançou                    | Não avançou            | Não avançou            | Não avançou            | Não avançou            | Não avançou |
| Ágnes Szávay Gréta Arn | Duplas femininas |                               | JPN Morita/Sugiyama D 3-6, 3-6 | Não avançou            | Não avançou            | Não avançou            | Não avançou            | Não avançou |

### Tênis de mesa
| Atleta         | Prova                | Preliminar             | 1ª fase                                                           | 2ª fase                                                              | 3ª fase                                           | 4ª fase                | 1/4 de final           | Semifinais             | Final                  |
| Atleta         | Prova                | Adversário e resultado | Adversário e resultado                                            | Adversário e resultado                                               | Adversário e resultado                            | Adversário e resultado | Adversário e resultado | Adversário e resultado | Adversário e resultado |
| -------------- | -------------------- | ---------------------- | ----------------------------------------------------------------- | -------------------------------------------------------------------- | ------------------------------------------------- | ---------------------- | ---------------------- | ---------------------- | ---------------------- |
| János Jakab    | Individual masculino |                        | FRA Patrick Chila V 4-3 7-11, 10-12, 9-11, 11-7, 11-1, 11-8, 11-9 | GER Christan Süß D 1-4 7-11, 11-4, 8-11, 8-11, 8-11                  | Não avançou                                       | Não avançou            | Não avançou            | Não avançou            | Não avançou            |
| Georgina Póta  | Individual feminino  |                        |                                                                   | CZE Dana Hadacová V 4-3 11-3, 8-11, 11-6, 12-14, 4-11, 12-10, 12-10  | CHN Wang Nan D 0-4 6-11, 7-11, 6-11, 2-11         | Não avançou            | Não avançou            | Não avançou            | Não avançou            |
| Petra Lovas    | Individual feminino  |                        | SVK Eva Ódorová D 2-4 9-11, 6-11, 4-11, 11-8, 11-9, 10-12         | Não avançou                                                          | Não avançou                                       | Não avançou            | Não avançou            | Não avançou            | Não avançou            |
| Krisztina Tóth | Individual feminino  |                        |                                                                   | LTU Ruta Paškauskiene V 4-3 8-11, 11-5, 11-8, 11-6, 4-11, 6-11, 11-3 | USA Wang Chen D 1-4 7-11, 7-11, 6-11, 13-11, 2-11 | Não avançou            | Não avançou            | Não avançou            | Não avançou            |

### Tiro
Masculino
| Atleta          | Prova                            | Qual.  | Qual. | Final       | Final       | Pos. |
| Atleta          | Prova                            | Escore | Pos.  | Escore      | Total       | Pos. |
| --------------- | -------------------------------- | ------ | ----- | ----------- | ----------- | ---- |
| Péter Sidi      | Carabina de ar 10 m masculino    | 595    | 6     | 103.4       | 698.4       | 6    |
| Péter Sidi      | Carabina deitado 50 m masculino  | 588    | 39    | Não avançou | Não avançou | 39   |
| Péter Sidi      | Carabina três posições masculino | 1163   | 25    | Não avançou | Não avançou | 25   |
| Roland Gerebics | Fossa olímpica dublê masculino   | 136    | 9     | Não avançou | Não avançou | 9    |
| Anita Tóth      | Carabina de ar 10 m feminino     | 390    | 35    | Não avançou | Não avançou | 35   |
| Anita Tóth      | Carabina três posições feminino  | 569    | 37    | Não avançou | Não avançou | 37   |
| Zsófia Csonka   | Pistola de ar 10 m feminino      | 378    | 29    | Não avançou | Não avançou | 29   |
| Zsófia Csonka   | Pistola livre 25 m feminino      | 287    | 27    | Não avançou | Não avançou | 27   |
| Diána Igaly     | skeet feminino                   | 66     | 13    | Não avançou | Não avançou | 13   |

### Triatlo
| Atleta       | Prova     | Natação | Ciclismo | Corrida | Total      | Pos. |
| ------------ | --------- | ------- | -------- | ------- | ---------- | ---- |
| Csaba Kuttor | Masculino | 18:09   | 59:13    | 37:27   | 1:55:53.38 | 47   |
| Zita Szabó   | Feminino  | 20:28   | 1:05:58  | 39:17   | 2:06:46.70 | 38   |

### Vela
| Atleta          | Prova           | Regata | Regata | Regata | Regata | Regata | Regata | Regata | Regata | Regata | Regata      | Regata      | Pts. | Pos. |
| Atleta          | Prova           | 1      | 2      | 3      | 4      | 5      | 6      | 7      | 8      | 9      | 10          | M           | Pts. | Pos. |
| --------------- | --------------- | ------ | ------ | ------ | ------ | ------ | ------ | ------ | ------ | ------ | ----------- | ----------- | ---- | ---- |
| Áron Gádorfalvi | RS:X masculino  | 15     | 19     | 16     | 12     | 24     | 26     | 10     | 9      | 18     | 13          | Não avançou | 162  | 19   |
| Zsombor Berecz  | Laser masculino | 27     | 31     | 36     | 23     | 18     | 22     | 24     | 14     | 37     | Não avançou | Não avançou | 232  | 29   |
| Diána Detre     | RS:X feminino   | 22     | 20     | 19     | 21     | 22     | 25     | 26     | 20     | 17     | 19          | Não avançou | 211  | 22   |

### Remo
| S | Classificado(a) para as semifinais |    |                        | FA | Final A (disputa de medalhas) |  |  | FD | Final D (sem medalhas) |
| Q | Classificado(a) para as quartas    | FB | Final B (sem medalhas) | FE | Final E (sem medalhas)        |  |  |    |                        |
| R | Classificado(a) para a repescagem  | FC | Final C (sem medalhas) | FF | Final F (sem medalhas)        |  |  |    |                        |

### Vela
| M   | Regata da Medalha da qual só participam os dez primeiros colocados das regatas anteriores  |  |  | CAN | Regata cancelada |
| BFD | Desclassificado por bandeira preta (Black Flag Disqualified)                               |  |  |     |                  |
| UFD | Desclassificado por bandeira "U" (U Flag Disqualified)                                     |  |  |     |                  |
| OCS | Largada queimada (On the Course Side of the starting line)                                 |  |  |     |                  |
| DNE | Desclassificação sem eliminação (infração a um item do regulamento da prova – Did Not End) |  |  |     |                  |